# Tina Charles (basketbalster)
Tina Alexandria Charles (Jamaica, 5 december 1988) is een Amerikaans basketbalspeelster. Zij won met het Amerikaans basketbalteam drie keer de gouden medaille tijdens de Olympische Zomerspelen. Ook won ze met het nationale team drie keer het Wereldkampioenschap basketbal.
Charles speelde voor het team van de Universiteit van Connecticut, voordat zij in 2010 haar WNBA-debuut maakte bij de Connecticut Sun. In 2020 begon ze bij de Washington Mystics aan haar 11e seizoen in de WNBA.
Tijdens de Olympische Zomerspelen 2012 in Londen won ze voor het eerst olympisch goud door Frankrijk te verslaan in de finale. In totaal speelde ze 22 wedstrijden over drie Olympische Spelen (2012, 2016 en 2020) en wist alle wedstrijden te winnen.
Buiten de WNBA seizoenen speelt ze in Europa en Azië.